# Keutenberg
De Keutenberg (Limburgs: Keuteberg of Kuiteberg) is een buurtschap bij Schin op Geul (gemeente Valkenburg aan de Geul) boven op de gelijknamige heuvel, die 163 meter hoog is. Tot 1981 hoorde de Keutenberg bij de gemeente Wijlre.
Om de buurtschap van 10 boerderijen en huizen te bereiken moet een helling van 22% worden beklommen die begint in het gehucht Engwegen. Daarna volgen nog een aantal honderden meters boven de 15%. Eenmaal bij het gehucht is het minder steil naar de top.
In de noordelijke helling bevindt zich de Groeve Keutenberg, waaruit de Romeinen al mergelkalk haalden om het land te bemesten. De gebrande kalk werd gebruikt als metsel- en pleisterkalk. Het is nu een geologisch monument. Nabij de groeve staat het restant van de Kalkoven Engwegen. In de oostelijke helling bevindt zich de Groeve onder de Keutenberg die in de Tweede Wereldoorlog als schuilkelder in gebruik was.
Vlak voor het begin van de buurtschap stond een oude mergelschuur met een schilddak in de wei. Deze is anno 2023 ingestort en een ruïne van de schuur resteert. Ook zijn er een aantal vakwerkhuizen te vinden. In het centrum van de bebouwde kom staat een smeedijzeren wegkruis met een crucifix met aan weerszijden gereedschap: een ladder, een mes en een tang. Tot ver na de Tweede Wereldoorlog  haalde men, via een steil bergpad drinkwater uit de Gronselenput, een bron aan de voet van de berg aan de oever van de Geul.
Op ongeveer anderhalve kilometer naar het westen ligt het Gerendal en tussen het Gerendal en de Keutenberg het droogdal de Kleingracht. Ten noordwesten van de Keutenberg ligt een andere heuvel: de Sousberg. Tussen de Keutenberg en de Sousberg ligt het droogdal Engwegengrub. Ten noordoosten en ten zuidoosten ligt het Geuldal met in het dal Schin op Geul, Schoonbron, Etenaken en Wijlre. Aan de zuidzijde van de Keutenberg vervolgt het plateau van Margraten.
In Keutenberg staan twee vakwerkboerderijen en –huizen die tevens rijksmonument zijn.

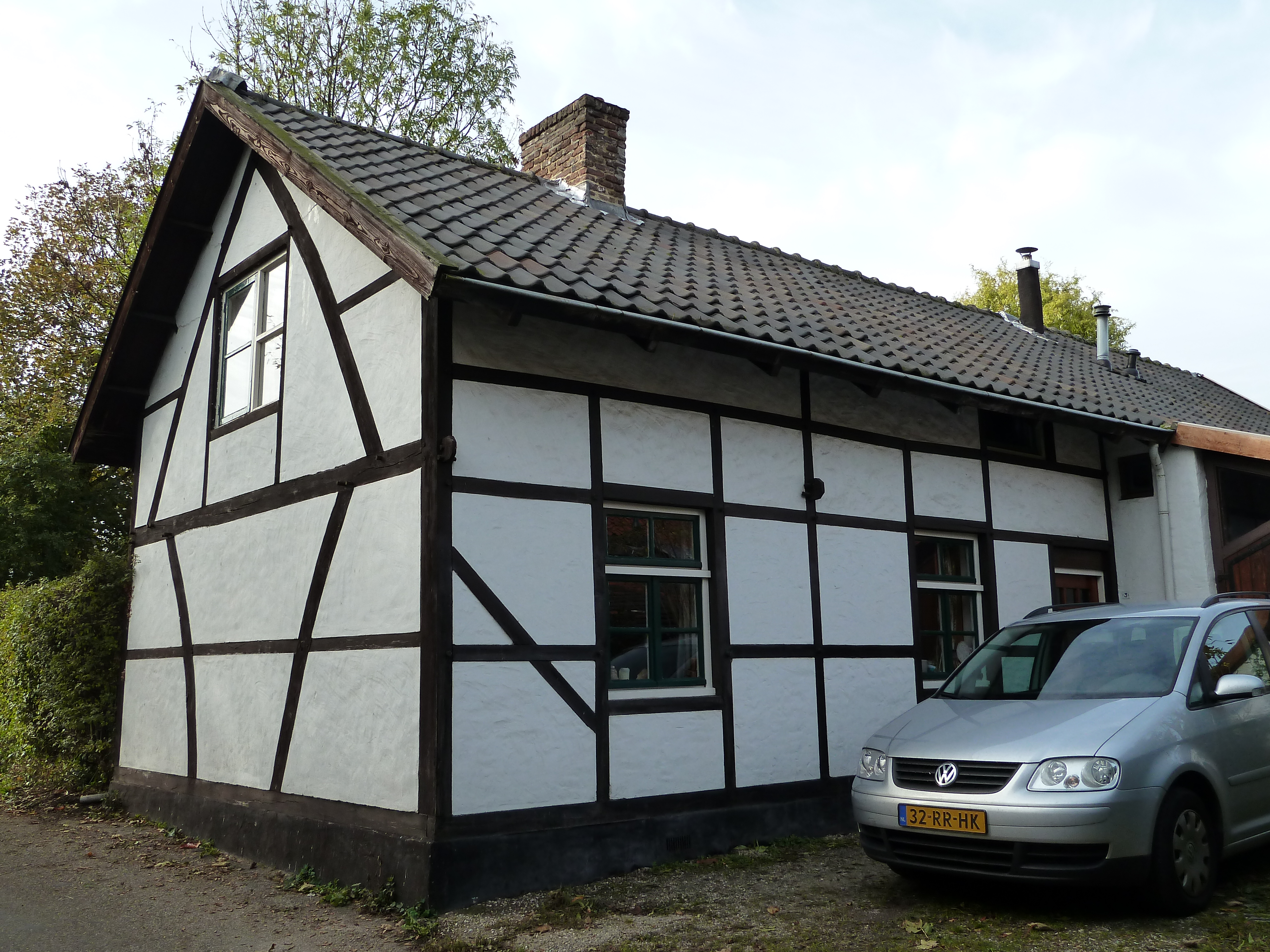
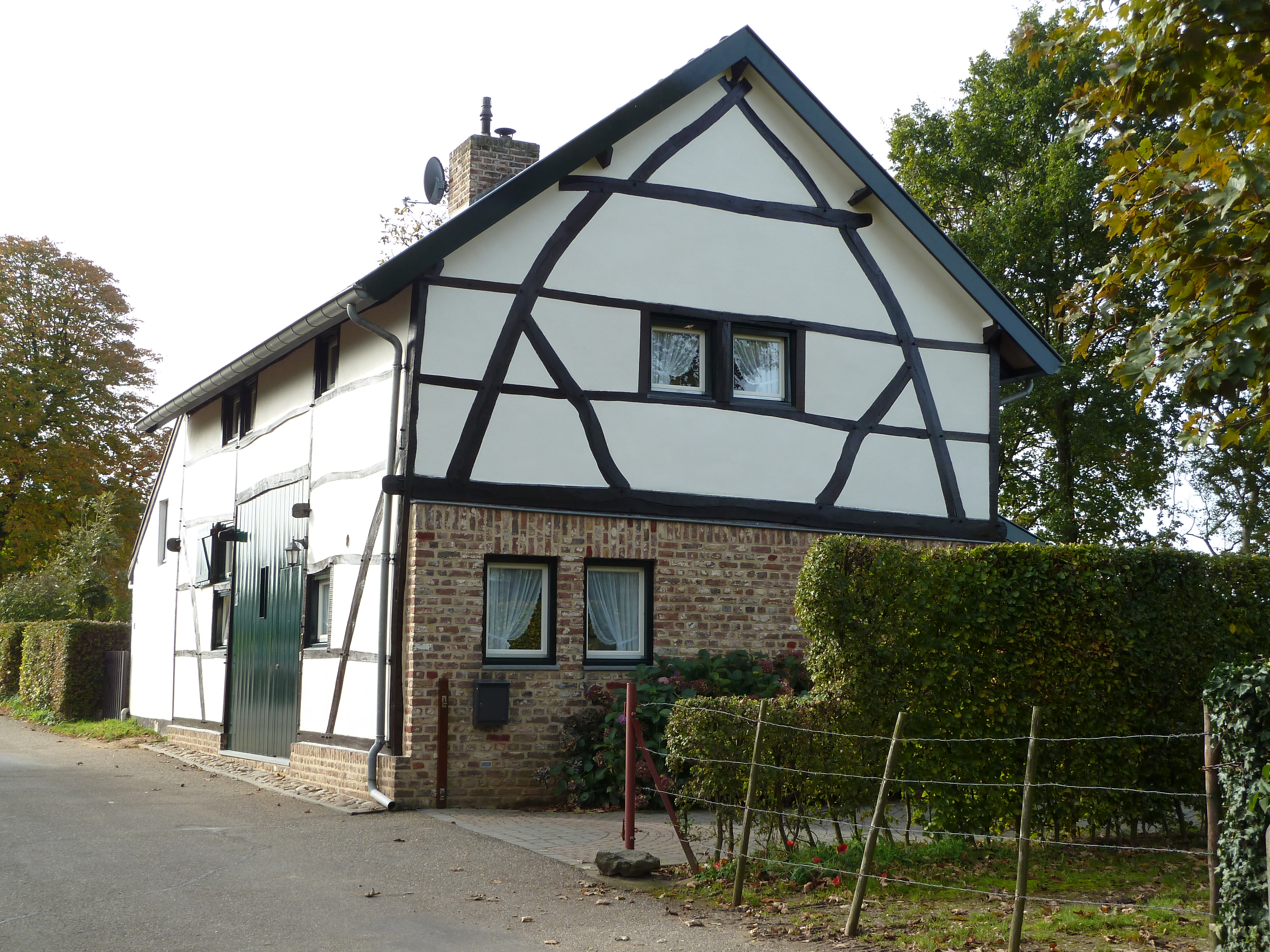
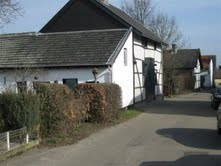
Zicht op de Keutenberg vanaf de zuidzijde
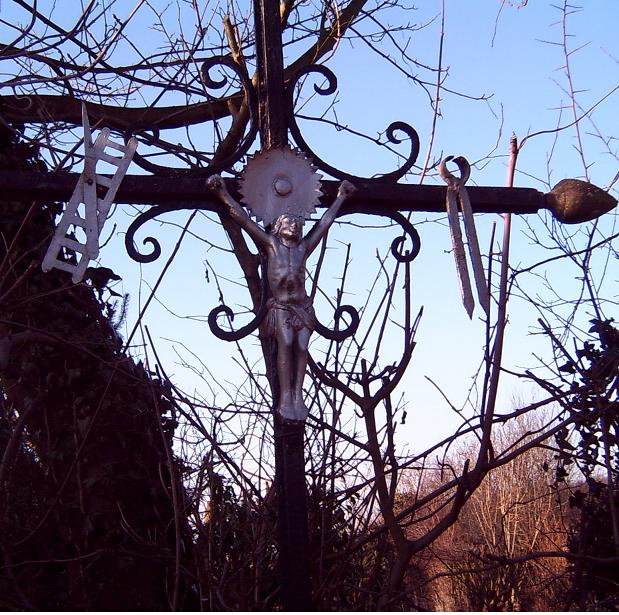
Kruis aan de weg op de Keutenberg
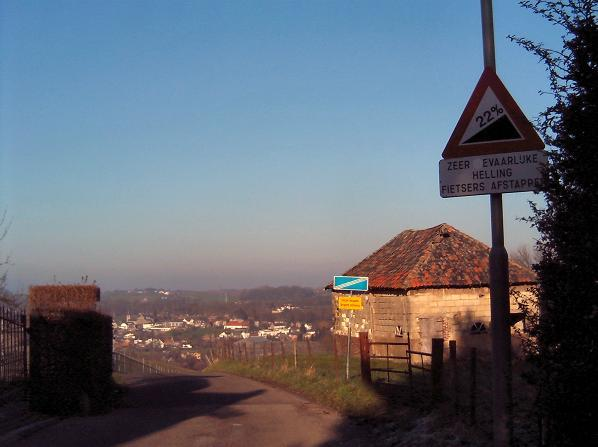
Keutenberg 22% helling en weids uitzicht

## Wielersport
De Keutenberg is een van de bekendste en de steilste helling van de Amstel Gold Race en van Nederland. De klim is 1,7 km lang en direct na het begin, in de binnenbocht, is het stijgingspercentage meer dan 20%. Na ongeveer 700 meter wordt het minder en is het stijgingspercentage van de helling 3 à 4%. De top van de helling ligt in de buurtschap Berghof. De Keutenberg is meestal niet de doorslaggevende beklimming in de Amstel Gold Race, maar het kaf wordt er wel van het koren gescheiden.
De klim maakt sinds 1972 deel uit van de Amstel Gold Race. In 1991 werd ze uit het parcours genomen. Net als de Koppenberg in de Ronde van Vlaanderen zorgde de Keutenberg door zijn steilheid en het vele publiek voor chaotische taferelen met opstoppingen tot gevolg. De organisatie vreesde wedstrijdvervalsing en haalde de helling uit het parcours. Sinds 1997 is de Keutenberg weer onderdeel van de wedstrijd, maar mag er geen publiek meer staan op de klim.

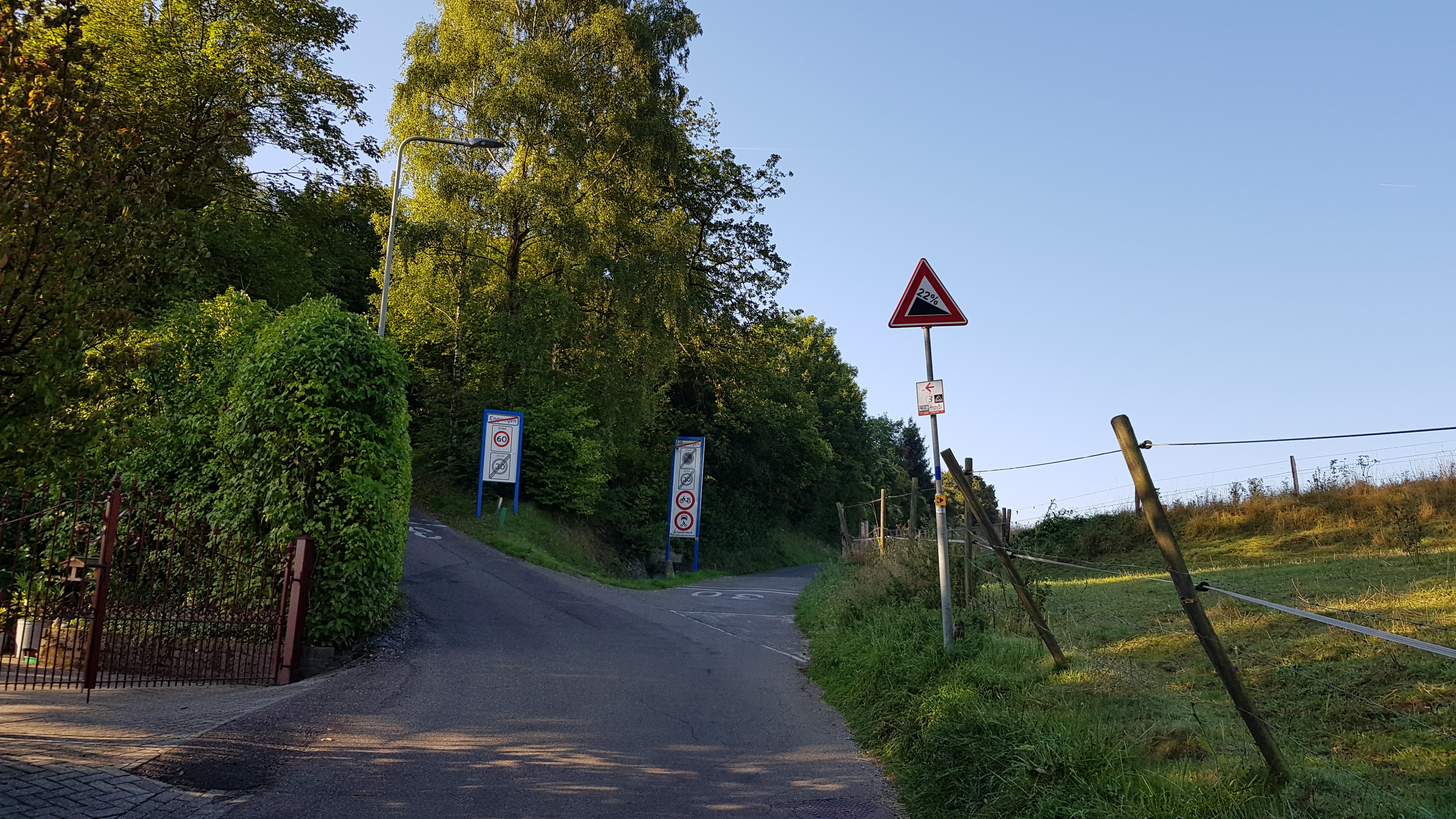
Het begin van de Keutenberg, links omhoog en dan naar rechts draaien
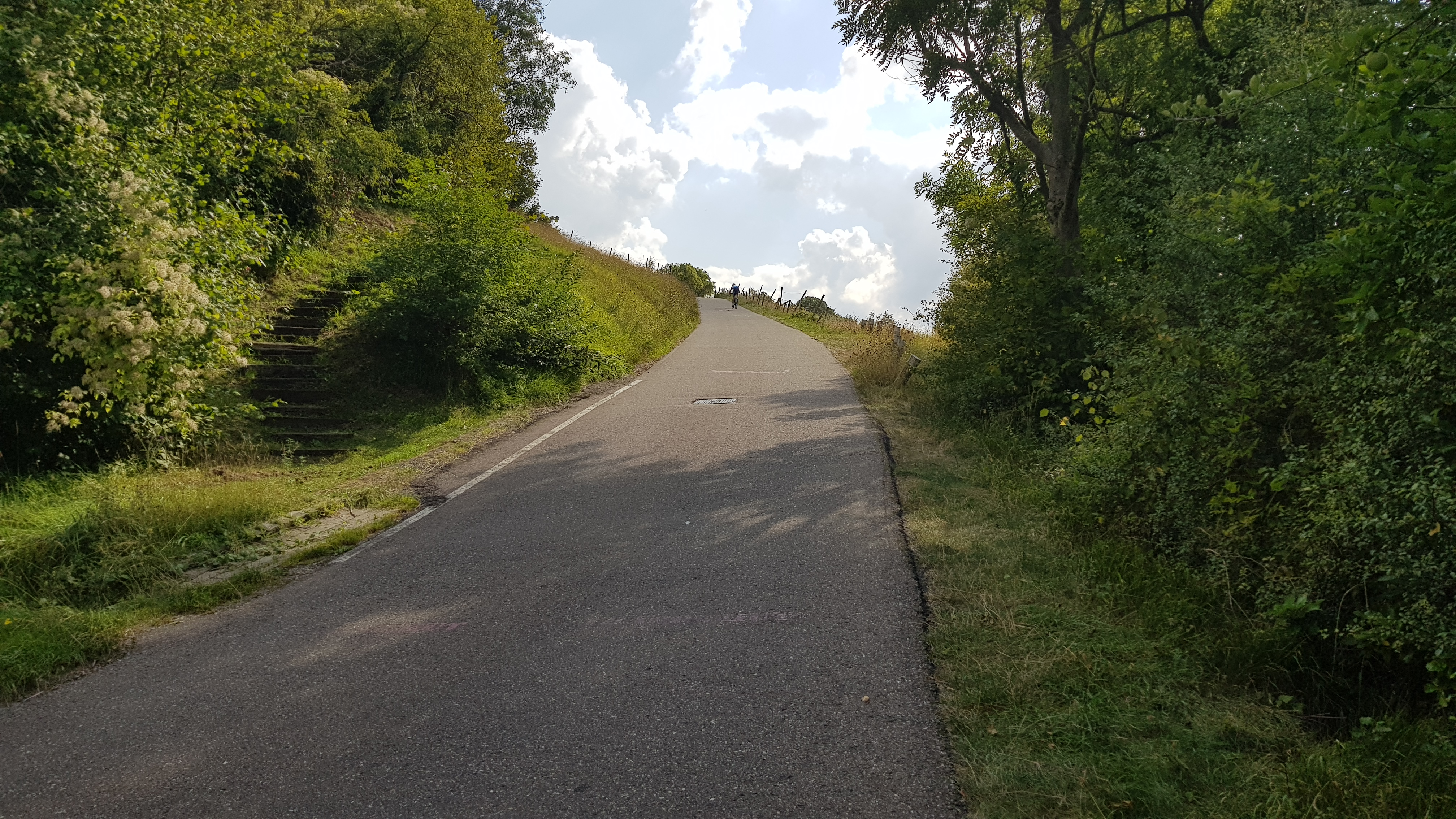
Na draaien en keren, het rechte stuk omhoog kijkend
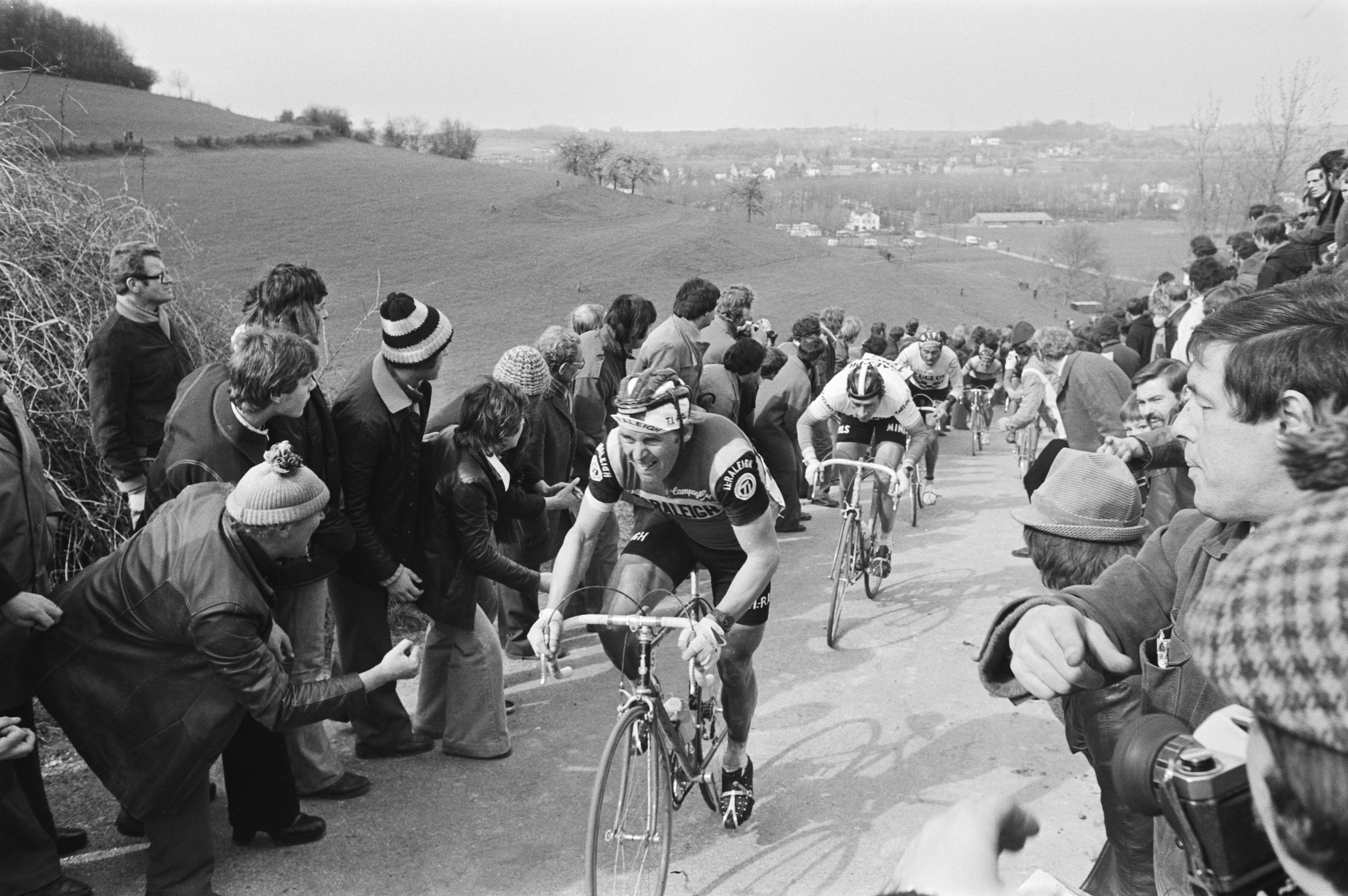
1977 AGR: Hennie Kuiper op de beklimming
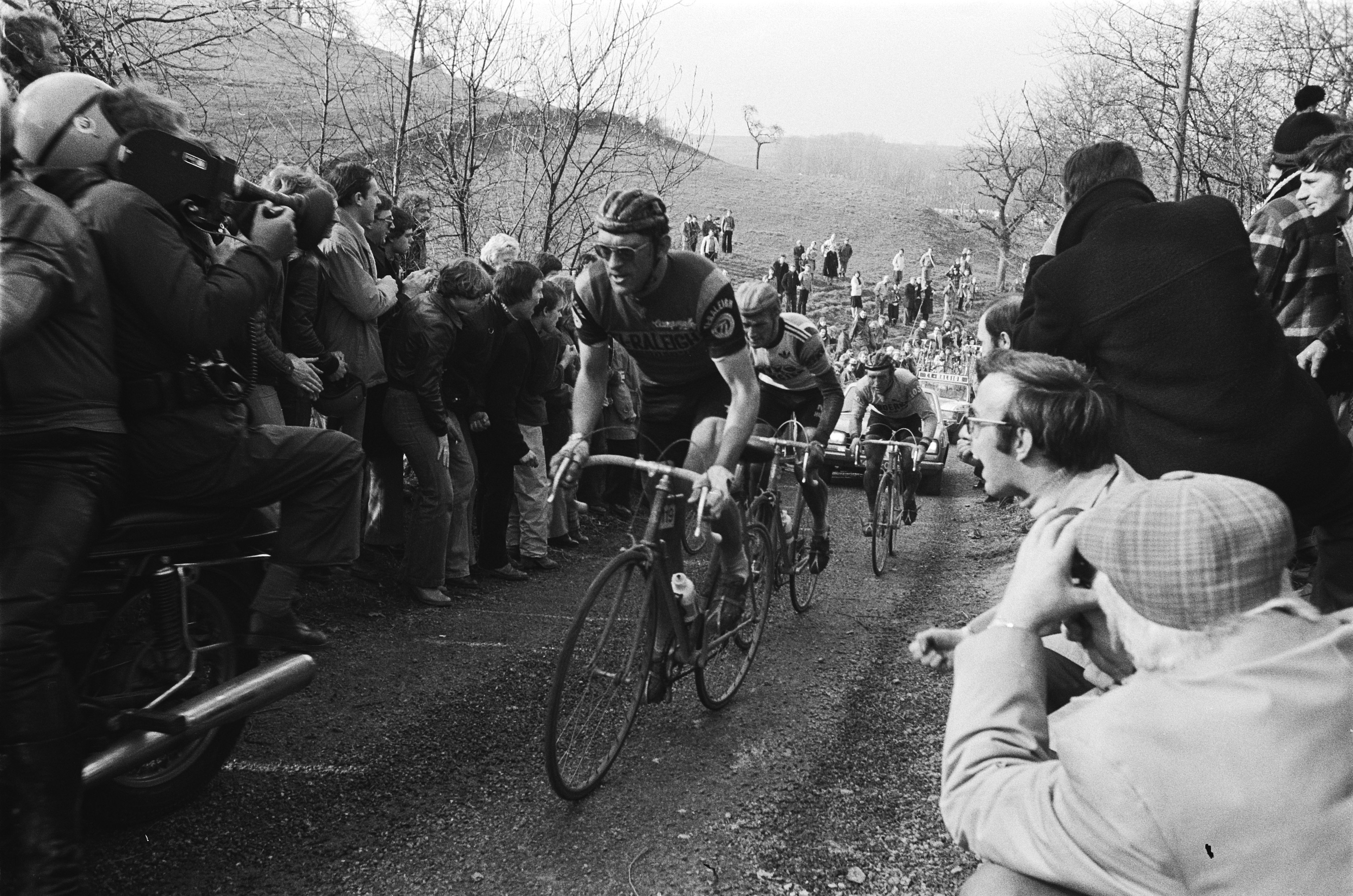
1978 AGR: Knetemann, van Vliet en Godefroot in de kopgroep

Dorpen: Berg · Broekhem · Houthem · Oud-Valkenburg · Schin op Geul · Sibbe · Valkenburg · Vilt

Gehuchten: Emmaberg · Engwegen · Geulhem · Heek · Heerstraat · IJzeren · Keutenberg · Neerhem · Plenkert · Schoonbron · Sint Gerlach · Strabeek · Strucht · Terblijt · Vroenhof · Walem

Limburg: Steden en dorpen      Nederland: Provincies · Gemeenten